# Рускишлак
Рускишлак (узб. Rus Qishloq / Рус Қишлоқ) — посёлок городского типа, расположенный на территории Китабского района Кашкадарьинской области Республики Узбекистан.

Статус посёлка городского типа с 2009 года.